# Wydział Reżyserii Dźwięku Uniwersytetu Muzycznego Fryderyka Chopina
Wydział Reżyserii Dźwięku Uniwersytetu Muzycznego Fryderyka Chopina – jeden z dziesięciu wydziałów Uniwersytetu Muzycznego Fryderyka Chopina w Warszawie.
Wydział został utworzony w 1954 roku. Był jednym z pierwszych na świecie i pierwszym w Polsce ośrodkiem kształcenia reżyserów dźwięku.
Wydział posiada uprawnienia do nadawania stopnia doktora sztuki muzycznej w dyscyplinie reżyseria dźwięku.

## Historia Wydziału
Wydział powstał z inicjatywy wykładowców ówczesnej Państwowej Wyższej Szkoły Muzycznej w Warszawie: Janusza Urbańskiego, Antoniego Karużasa, Bohdana Jankowskiego i Mariana Rajewskiego, którzy zafascynowani ideą kształcenia specjalistów z dziedziny nagrań muzycznych i operowania dźwiękiem w filmie przedstawili projekt rektorowi Uczelni prof. Stanisławowi Szpinalskiemu. Pomysł został zaakceptowany przez Ministerstwo Kultury i Dziedzictwa Narodowego, które Zarządzeniem nr 157 z dnia 7 października 1954 roku powołało do życia Wydział Reżyserii Muzycznej. Głównym założeniem kształcenia był profil artystyczny, nie techniczny. Pierwszym dziekanem Wydziału był prof. Janusz Urbański.
Kadra pedagogiczna Wydziału Reżyserii Dźwięku rekrutowała się spośród artystów muzyków, teoretyków, praktyków i naukowców Państwowej Wyższej Szkoły Muzycznej (PWSM), Uniwersytetu Warszawskiego, Politechniki Warszawskiej, Państwowej Wyższej Szkoły Filmowej, Telewizyjnej i Teatralnej im. Leona Schillera, Polskiego Radia i Telewizji, Polskich Nagrań. Pierwsze wykłady teoretyczne rozpoczęły się w siedzibie PWSM mieszczącej się w Pałacu Sobańskich przy Al. Ujazdowskich 13. Wtedy Wydział nie posiadał jeszcze aparatury i odpowiednich pomieszczeń do prowadzenia zajęć praktycznych, odbywały się one w budynkach Polskiego Radia, Polskich Nagrań i Wytwórni Filmów Dokumentalnych. W 1956 roku przydzielono PWSM drugą siedzibę, dawny Pałac Wertheimów, mieszczący się w Al. Ujazdowskich 6A. Nagrania muzyki symfonicznej, oratoryjnej i chóralnej studenci mogli realizować w Filharmonii Narodowej.
W roku 1966 oddano do użytku nowy budynek Akademii Muzycznej, który powstał u zbiegu ulic Ordynackiej i Okólnik, w miejscu poprzedniego, zburzonego w 1944 roku podczas powstania warszawskiego. W planach uwzględniono zapotrzebowanie Wydziału na pomieszczenia do realizacji nagrań i filmów. Początkowo wyposażenie w aparaturę dotyczyło tylko specjalności fonograficznej i częściowo radiowej. Sekcja Filmowa oraz powstała później Sekcja Telewizyjna (1971) musiały nadal prowadzić zajęcia praktyczne poza Uczelnią. Dopiero w roku 1979 zakupiono dla Sekcji Filmowej studyjną aparaturę firmy MagnaTech. Również zajęcia z wprowadzonego w 1963 przedmiotu – realizacja muzyki elektroakustycznej odbywały się w Studiu Eksperymentalnym Polskiego Radia.
W późniejszych latach, mimo trudności ze zdobywaniem środków na zakup aparatury udawało się jednak stopniowo uwspółcześniać warsztat realizacyjny, doganiając stale zmieniającą się technologię. Obecnie na Wydziale stosowana jest głównie cyfrowa technika dźwiękowa.
Twórcy Wydziału początkowo widzieli możliwość kształcenia w trzech specjalnościach: fonograficznej, radiowej i filmowej, później utworzono specjalność telewizyjną. Po okresie reform na początku lat osiemdziesiątych wykrystalizowały się dwie specjalności – reżyseria muzyczna (z możliwością specjalizacji w muzyce rozrywkowej) i reżyseria dźwięku w filmie i telewizji. Od 2010 roku przy współpracy z Akademią Sztuk Pięknych w Warszawie została otworzona specjalność multimedialna.

## Katedry przy Wydziale Reżyserii Dźwięku
W obrębie Wydziału Reżyserii Dźwięku działają dwie Katedry:
- Katedra Reżyserii Dźwięku powstała w 1961 roku. Długoletnim jej kierownikiem był prof. Janusz Urbański. Katedra odpowiada za grupę przedmiotów głównych: reżyserii muzycznej i reżyserii dźwięku w filmie oraz za przedmioty kierunkowe, ściśle związane z warsztatem reżyserii dźwięku, m.in. analiza obrazu fonograficznego, estetyka dźwięku w filmie, estetyka dzieła filmowego, fonograficzna analiza partytury, ilustracja dźwiękowa, montaż dźwięku w filmie, nagrania dokumentalne, propedeutyka zagadnień audiowizualnych, realizacja efektu dźwiękowego, realizacja muzyki elektronicznej, sztuka operatorska, technologia telewizyjna i radiowa. Prowadzi m.in. prace badawcze i artystyczne, organizuje sympozja dotyczące problemu warsztatu reżysera dźwięku. Od 2012 do 2020 stanowisko kierownika Katedry piastował prof. Andrzej Lupa. Od 2020 jest nim prof. dr hab. Krzysztof Kuraszkiewicz[2].
- Katedra Akustyki Muzycznej i Multimediów powstała w 1968 roku jako Katedra Akustyki Muzycznej i do 2001 roku była kierowana przez prof. Andrzeja Rakowskiego. W ramach działalności dydaktycznej na Wydziale Reżyserii Dźwięku członkowie Katedry odpowiedzialni są za grupę przedmiotów ścisłych, technicznych, oraz dotyczących psychologii i fizjologii słyszenia. Prowadzą oni wykłady z akustyki muzycznej, akustyki pomieszczeń, podstaw słyszenia, elektroakustyki, matematyki, teorii sygnałów, podstaw elektroniki oraz seminaria i ćwiczenia, m.in. z solfeżu barwy. Tematyka badań naukowych obejmuje psychoakustykę muzyczną, metodykę ocen słuchowych, wybrane zagadnienia z dziedziny akustyki pomieszczeń i akustyki instrumentów muzycznych oraz teorie słyszenia i problematykę zagrożeń słuchu hałasem. Od roku akademickiego 2018/2019 zakres działalności Katedry został poszerzony o zagadnienie multimediów[1], co spowodowało zmianę nazwy na aktualną. Od roku 2004 kierownikiem Katedry był prof. Andrzej Miśkiewicz. Od 2020 funkcję tę pełni dr hab. Tomira Rogala, prof. UMFC[3].

## Polskie Nagrody Filmowe Orłydla absolwentów Wydziału Reżyserii Dźwięku
| Laureat                                                            | Dźwięk w filmie                               | Data |
| ------------------------------------------------------------------ | --------------------------------------------- | ---- |
| Lech Brański                                                       | Kochaj i rób co chcesz                        | 1999 |
| Nikodem Wołk-Łaniewski                                             | Pan Tadeusz                                   | 2000 |
| Nikodem Wołk-Łaniewski                                             | Prymas. Trzy lata z tysiąca                   | 2001 |
| Francois Musy, Joanna Napieralska, Mariusz Kuczyński, Marek Wronko | Weiser                                        | 2002 |
| Jacek Hamela, Bertrand Come, Katarzyna Dzida-Hamela                | Pornografia                                   | 2004 |
| Nikodem Wołk-Łaniewski                                             | Mój Nikifor                                   | 2005 |
| Jacek Hamela                                                       | Jasminum                                      | 2007 |
| Jacek Hamela                                                       | Katyń                                         | 2009 |
| Mateusz Adamczyk, Sebastian Witkowski                              | Wojna polsko-ruska                            | 2010 |
| Jacek Hamela                                                       | Wenecja                                       | 2011 |
| Jacek Hamela, Katarzyna Dzida-Hamela                               | Róża                                          | 2012 |
| Guillaume Le Bras, Jacek Hamela                                    | Imagine                                       | 2014 |
| Bartosz Putkiewicz                                                 | Powstanie Warszawskie                         | 2015 |
| Krzysztof Jastrząb, Mateusz Irisik                                 | Excentrycy, czyli po słonecznej stronie ulicy | 2016 |
| Katarzyna Dzida-Hamela, Jacek Hamela                               | Wołyń                                         | 2017 |
| Jerzy Murawski, Kacper Habisiak, Marcin Kasiński                   | Cicha noc                                     | 2018 |
| Franciszek Kozłowski                                               | Zabij to i wyjedź z tego miasta               | 2021 |
| Radosław Ochnio, Adam Szlenda, Filip Krzemień                      | Kos                                           | 2024 |

## Władze Wydziału
| Lata      | Dziekan                                                               | Prodziekan                                                                  |
| --------- | --------------------------------------------------------------------- | --------------------------------------------------------------------------- |
| 1954–1975 | prof. Janusz Urbański                                                 | doc. Jan Szmańda (od 1972)                                                  |
| 1975–1978 | doc. Jan Szmańda                                                      | doc. Krzysztof Grabowski                                                    |
| 1978–1981 | doc. Andrzej Trybuła                                                  | doc. Krzysztof Grabowski                                                    |
| 1981–1984 | doc. Krzysztof Szlifirski                                             | ad. Władysław Wygnański (1981–1983) doc. Nikodem Wołk-Łaniewski (1983–1984) |
| 1984–1985 | doc. Krzysztof Szlifirski                                             | doc. Nikodem Wołk-Łaniewski                                                 |
| 1985–1987 | doc. Marita Lipcówna                                                  | doc. Nikodem Wołk-Łaniewski                                                 |
| 1987–1990 | doc. Marita Lipcówna                                                  | doc. dr Halina Ciołkosz-Łupinowa                                            |
| 1990–1993 | prof. Krzysztof Szlifirski                                            | prof. Nikodem Wołk-Łaniewski                                                |
| 1993–1996 | prof. Krzysztof Szlifirski                                            | ad. Andrzej Lupa                                                            |
| 1996–1999 | prof. Andrzej Lupa                                                    | prof. Krzysztof Szlifirski                                                  |
| 1999–2002 | prof. Krzysztof Szlifirski                                            | prof. Andrzej Lupa (1999–2001) ad. Witold Osiński (2001–2002)               |
| 2002–2005 | prof. Krzysztof Szlifirski (2002–2004) prof. Andrzej Lupa (2004–2005) | prof. Witold Osiński                                                        |
| 2004–2008 | prof. Witold Osiński                                                  | prof. Małgorzata Lewandowska                                                |
| 2008–2012 | prof. Witold Osiński                                                  | prof. Małgorzata Lewandowska                                                |
| 2012–2020 | prof. Małgorzata Lewandowska                                          | prof. Witold Osiński                                                        |
| od 2020   | dr hab. Katarzyna Rakowiecka-Rojsza, prof. UMFC                       | prof. dr hab. Witold Osiński                                                |

Źródło: oficjalna strona uczelni